# Пресерє-при-Луковиці
Пресерє-при-Луковиці (словен. Preserje pri Lukovici) — поселення в общині Луковиця, Осреднєсловенський регіон, Словенія. 
Висота над рівнем моря: 378,1 м.

## Назва
У 1953 році назва поселення була змінена з Пресер’є на Пресер’є-при-Луковічах.